# Anaphes cotei
Anaphes cotei är en stekelart som beskrevs av Huber 1997. Anaphes cotei ingår i släktet Anaphes och familjen dvärgsteklar. Inga underarter finns listade i Catalogue of Life.